# HEAT (アルバム)
『HEAT』（ヒート）は、May'nの3枚目のオリジナルアルバム。2012年3月21日にFlyingDogから発売された。

## 概要
前作『If you…』から約1年1ヶ月ぶりのリリースとなるオリジナルアルバム。初回限定盤には、「Scarlet Ballet」 「Brain Diver」「HEAT of the moment」のPVと、映像特典として「HEAT of the moment　MV　メイキング映像」がDVDに収録され、『鬼武者Soul』コラボカードが封入されている。タイトルはMay'n曰く「ライブで熱を起こしたい。」というイメージから付けられており、アルバムの制作もツアー終了後に開始された。コンセプトが「熱」という事もあり、楽曲の内容を今まで以上にプロデューサー、作詞家、作曲家と相談している。
本作を引っ提げたコンサートツアー『May'n WORLD TOUR 2012『ROCK YOUR BEATS』』が2012年5月から開催予定である。

## 収録曲

### CD
| #         | タイトル                    | 作詞      | 作曲           | 編曲           | 時間  |
| --------- | --------------------------- | --------- | -------------- | -------------- | ----- |
| 1.        | 「Brain Diver」             | 藤林聖子  | 山田智和       | CHOKKAKU       | 3:41  |
| 2.        | 「GET TOUGH」               | 岩里祐穂  | 本間昭光       | 大西省吾       | 3:50  |
| 3.        | 「Giant Step -May'n ver.-」 | 藤林聖子  | 鳴瀬シュウヘイ | 鳴瀬シュウヘイ | 4:20  |
| 4.        | 「HEAT of the moment」      | 井上秋緒  | 本間昭光       | 本間昭光       | 4:26  |
| 5.        | 「Scarlet Ballet」          | 井上秋緒  | 浅倉大介       | 浅倉大介       | 4:09  |
| 6.        | 「鏡」                      | 岩里祐穂  | 田中秀典       | 横山裕章       | 4:38  |
| 7.        | 「SPIRIT」                  | 岩里祐穂  | イケガミヒヨシ | イケガミキヨシ | 4:15  |
| 8.        | 「DOLCE」                   | hal       | 渡辺和紀       | K-Muto         | 4:42  |
| 9.        | 「ナンバーワン!」           | May'n     | 上田健司       | 上田健司       | 5:12  |
| 10.       | 「WE ARE」                  | May'n     | 上田健司       | 上田健司       | 5:09  |
| 11.       | 「恋」                      | 真名杏樹  | イケガミキヨシ | イケガミキヨシ | 5:38  |
| 12.       | 「Jewels」                  | 藤林聖子  | 鷺巣詩郎       | 鷺巣詩郎       | 6:24  |
| 合計時間: | 合計時間:                   | 合計時間: | 合計時間:      | 合計時間:      | 56:24 |

### DVD
| #  | タイトル                                 | 作詞 | 作曲・編曲 |
| -- | ---------------------------------------- | ---- | ---------- |
| 1. | 「Scarlet Ballet」(Music Video)          |      |            |
| 2. | 「Brain Diver」(Music Video)             |      |            |
| 3. | 「HEAT of the moment MV メイキング映像」 |      |            |

### タイアップ
「Brain Diver」
TVアニメ『ファイ・ブレイン～神のパズル』オープニングテーマ。
「GET TOUGH」
戦国シミュレーションRPG『鬼武者Soul』主題歌。
諸行無常、空即是色といった今まであまり取り入れていなかった四字熟語が使用されており、May'n自身も辞書を引きながら言葉の意味を調べたという。なお、曲調は男性的で哀愁感漂うものとなっている。
「Giant Step -May'n ver.-」
『仮面ライダーフォーゼ』エンディングテーマ。
「HEAT of the moment」
May'n曰く「当たって砕けろ」的な男らしい楽曲で、PVに関しても「熱」をテーマとしたアグレッシブなロック調でかっこいい曲に仕上がっている。
「Scarlet Ballet」
TVアニメ『緋弾のアリア』オープニングテーマ。
「ナンバーワン!」
角川書店『May'n 1st ARTIST BOOK LIVEALIVE』収録。